# Preston (Dorset)

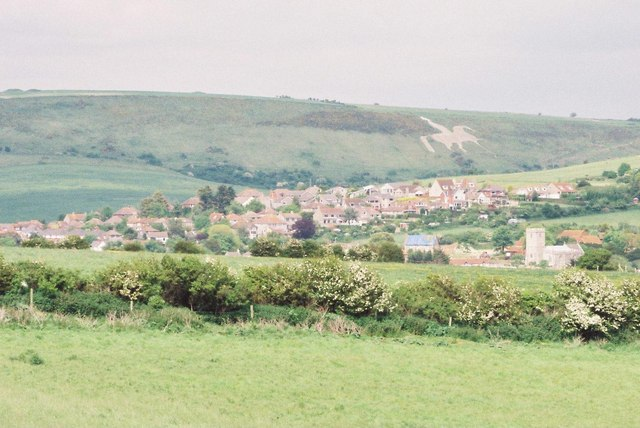
Vista de Preston

Preston es un pueblo ubicado en el distrito de gobierno local de Weymouth y Pórtland y en el distrito electoral de South Dorset, en el condado de Dorset, Inglaterra. Se encuentra al noroeste de la ciudad de Weymouth, localidad de la cual es actualmente un suburbio.